# Thelma Schoonmaker
Pour les articles homonymes, voir Schoonmaker.
Thelma Schoonmaker est une monteuse américaine, née le 3 janvier 1940 à Alger, en Algérie française.
Elle a notamment été récompensée par trois Oscars au cours de sa carrière.

## Biographie

### Origines
Le père de Thelma Schoonmaker travaillait pour une compagnie pétrolière. Elle n'arriva aux États-Unis qu'à l'âge de 10 ans[réf. nécessaire].

### Carrière
Thelma Schoonmaker travaille essentiellement avec Martin Scorsese qu'elle a rencontré à New York alors qu'il débutait et dont elle est devenue la monteuse attitrée.
Elle a remporté trois Oscars du meilleur montage (en 1981, 2005 et 2007), exclusivement pour des films de Scorsese : Raging Bull, Aviator et Les Infiltrés. Le 2 septembre 2014 lors de la 71e Mostra de Venise, elle est distinguée par un Lion d'or d'honneur qui lui est attribué pour l'ensemble de sa carrière.
Elle a déclaré lire les scénarios des films qu'elle va monter avant le tournage, mais essayer ensuite de les oublier afin de ne réagir qu'à travers les rushes.
Le premier film qu'elle a monté en montage non linéaire, sur ordinateur, est Casino (de Scorsese) en 1995. Elle était jusqu'alors réticente à cette technique, pensant qu'il lui faudrait beaucoup de temps pour la maîtriser, mais elle a été convaincue par le fait de pouvoir faire plusieurs versions d'une même séquence sans devoir défaire ce qui a été fait. Elle utilise le logiciel Lightworks.

### Vie privée
Martin Scorsese lui a présenté le réalisateur britannique Michael Powell, qu'elle a épousé en 1984 (il est mort en 1990).

## Filmographie
- 1966 : Finnegan's Wake de Mary Ellen Bute
- 1967 : Who's That Knocking at My Door de Martin Scorsese
- 1968 : The Virgin President de Martin Scorsese
- 1970 : Woodstock de Michael Wadleigh
- 1970 : Street Scenes de Martin Scorsese
- 1980 : Raging Bull de Martin Scorsese
- 1980 : Rockshow de Bob Mercer
- 1983 : La Valse des pantins (The King of Comedy) de Martin Scorsese
- 1985 : After Hours de Martin Scorsese
- 1986 : La Couleur de l'argent (The Color of Money) de Martin Scorsese
- 1987 : Bad clip vidéo de Michael Jackson réalisé par Martin Scorsese
- 1988 : La Dernière Tentation du Christ (The Last Temptation of Christ) de Martin Scorsese
- 1989 : New York Stories, segment Apprentissages (Life Lessons) de Martin Scorsese
- 1990 : Made in Milan de Martin Scorsese
- 1990 : Les Affranchis (Goodfellas) de Martin Scorsese
- 1991 : Les Nerfs à vif (Cape Fear) de Martin Scorsese
- 1993 : Le Temps de l'innocence (The Age of Innocence) de Martin Scorsese
- 1995 : Casino de Martin Scorsese
- 1996 : Grace of My Heart d'Allison Anders
- 1997 : Kundun de Martin Scorsese
- 1999 : Mon voyage en Italie (Mio viaggio in Italia, Il) de Martin Scorsese
- 1999 : À tombeau ouvert (Bringing Out the Dead) de Martin Scorsese
- 2002 : Gangs of New York de Martin Scorsese
- 2003 : AFI Life Achievement Award: A Tribute to Robert De Niro (TV)
- 2004 : Aviator (The Aviator) de Martin Scorsese
- 2006 : Les Infiltrés (The Departed) de Martin Scorsese
- 2009 : Shutter Island de Martin Scorsese
- 2011 : Hugo Cabret (Hugo) de Martin Scorsese
- 2013 : Le Loup de Wall Street (The Wolf of Wall Street) de Martin Scorsese
- 2016 : Silence de Martin Scorsese
- 2017 : Le Bonhomme de neige (The Snowman) de Tomas Alfredson
- 2019 : The Irishman de Martin Scorsese
- 2023 : Killers of the Flower Moon de Martin Scorsese

## Distinctions

### Récompenses
- Oscars 1981 : Oscar du meilleur montage pour Raging Bull
- American Cinema Editors Awards 1981 : Eddie Award du meilleur montage pour Raging Bull
- American Cinema Editors Awards 2003 : Eddie Award du meilleur montage pour Gangs of New York
- Oscars 2005 : Oscar du meilleur montage pour Aviator
- American Cinema Editors Awards 2005 : Eddie Award du meilleur montage pour Aviator
- Oscars 2007 : Oscar du meilleur montage pour Les Infiltrés
- Mostra de Venise 2014 : Lion d'or d'honneur pour l'ensemble de sa carrière
- BAFTA 2019 : BAFTA d'honneur pour l'ensemble de sa carrière

### Nominations
- Oscars 1971 : Oscar du meilleur montage pour Woodstock
- Oscars 1991 : Oscar du meilleur montage Les Affranchis
- American Cinema Editors Awards 1991 : Eddie Award du meilleur montage pour Les Affranchis
- American Cinema Editors Awards 1996 : Eddie Award du meilleur montage pour Casino
- Oscars 2003 : Oscar du meilleur montage pour Gangs of New York
- Oscars 2020 : meilleur montage pour The Irishman
- BAFTA 2020 : meilleur montage pour The Irishman
- Oscars 2024 : meilleur montage pour Killers of the Flower Moon